# Gösta Hellström (musiker)
Per Gösta Hellström, född 15 januari 1913 i Västlands församling i Uppsala län, död där 25 december 1998, var en svensk nyckelharpist och spelman.

## Biografi
Gösta Hellström blev 1976 riksspelman i silverbasharpa med kommentaren "För genuint spel av nyckelharpslåtar från Uppland".